# هرنزبی (تنسی)
هرنزبی(به انگلیسی: Hornsby) شهری در ایالت تنسی کشور ایالات متحده آمریکا است که جمعیت آن در سرشماری سال ۲۰۱۰ میلادی، ۳۰۳ نفر بوده‌است.